# Вестготско кралство
Вестготското кралство (на латински: Regnum Gothorum) е историческа държава, просъществувала за период от 3 века (418 – 721) на територията на днешна Югозападна Франция и на Иберийския полуостров. Тя е една от германските държави, образувани на мястото на Западната Римска империя.
Кралството е основано от вестготите на крал Валия в римската провинция Аквитания (част от Галия), където те са настанени от римляните, след което завоюват целия Иберийски полуостров. Вестготите и ранните им крале са християни-ариани, поради което влизат в конфликт с Католическата църква, но след приемането на Символа на вярата и проведените Толедски събори постулатите и догмите на християнската религия се приемат от кралството и всичките му християнски поданици. От техните владетели е разработено най-широкото светско законодателство в Западна Европа, известно като (лат.) Liber Iudiciorum, наричано и Готски закон/Готска правда. То служи за основа на испанското право през Средновековието.
В началото на 6 век територията на кралството в Галия е завоювана от франките, с изключение на тясната крайбрежна ивица на Септимания (Septimania). От друга страна кралството запазва независимостта си от Източната Римска империя (Византия) и при управлението на Юстиниан I, чиито опити да възстанови римската власт в Иберия са само частично успешни и краткотрайни. Вестготите запазват контрола си над полуострова до края на века с изключение на териториите под властта на свебите и баските.
Почти цялата територия на Вестготското кралство е завладяна в 716 г. от ислямските войски (маврите), дошли от земите, известни по-късно като Мароко; изключение прави малка област на север, където се заражда средновековното Кралство Астурия.